# Abattage (mine)

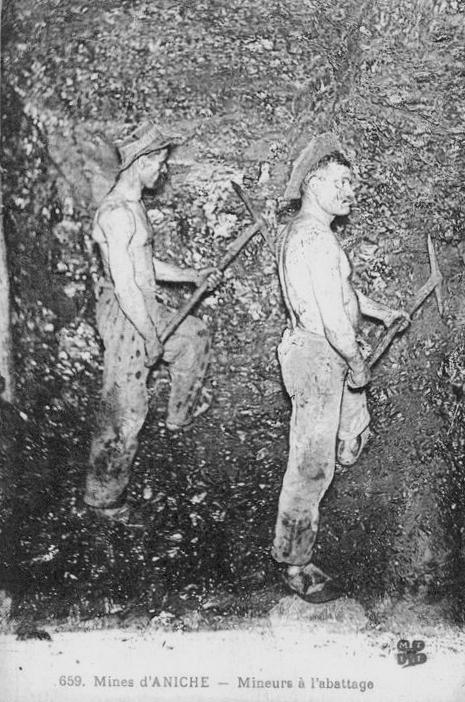
Mineurs à la rivelaine.

Pour les articles homonymes, voir Abattage (homonymie).
L'opération d'abattage (ou d'abatage) dans une mine consiste à détacher la roche à extraire du massif et à la réduire en éléments plus petits pour la manutentionner et la transporter. 
Le terme « dépilage » s'applique lorsque l'abattage est pratiqué sur les piliers qui soutiennent le toit de la mine. Cette méthode se pratique en fin d'exploitation car elle provoque l’effondrement de la mine.

## Abattage à la main
Historiquement l'abattage était fait avec des outils à main, la rivelaine (pic à deux pointes à manche long et plat), le pic léger (pic à veine, pic lourd et pic d'avaleresse) ou encore le pied de biche.
Le but du travail à la pointerolle est d'éclater le charbon pour l'extraire. Le mineur frappe avec une massette (de 1 à 3 kg) sur la pointerolle appuyée contre la roche.

## Abattage par outils individuels

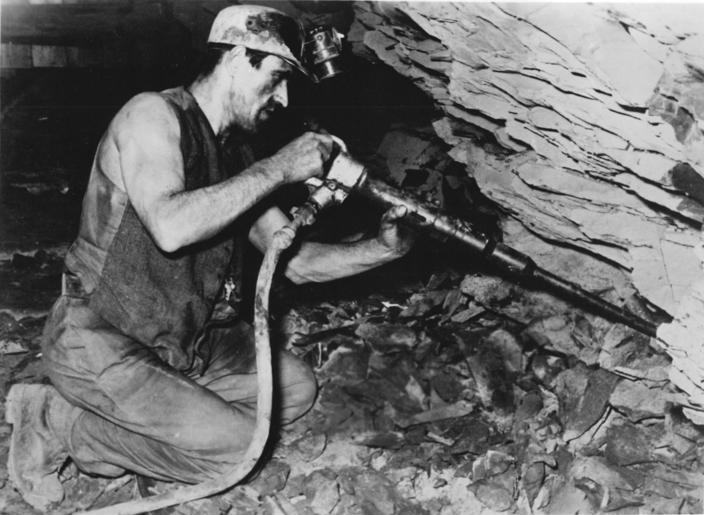
Mineur au marteau-piqueur.

Ces outils ont été remplacés par le marteau-piqueur, instrument de frappe à mouvement alternatif et dont l'outil est une aiguille.

## Abattage mécanique

Une haveuse en action.

Les premières haveuses ont été mises en service aux États-Unis et en Angleterre au XIXe siècle, il s'agissait :
- des haveuses à pic ;
- des haveuses à disque ;
- des haveuses à barre ;
- des haveuses à chaîne dans les années 1930.

Des rabots ont été mis en service dans les années 1940 en Allemagne.
La technologie a ensuite évolué vers :
- les haveuses-chargeuses à tambour ;
- les haveuses intégrales ;
- les mineurs en continu.

## Abattage à l'explosif
L'abattage à l'explosif se fait à travers trois opérations :
- la foration, qui constitue à creuser dans le massif des trous verticaux, inclinés ou à l’horizontale ;
- le chargement des explosifs, qui constitue à remplir les trous forés ;
- le sautage, qui constitue à connecter entre elles les charges en explosifs de chaque trou puis amorcer la charge explosive des trous par un exploseur pour faire exploser le massif rocheux.